# Janey Buchan
Jane „Janey“ O’Neil Buchan (geborene Kent; * 30. April 1926 in Glasgow, Schottland; † 14. Januar 2012 in Brighton, England) war eine britische Politikerin der Labour Party, die unter anderem zwischen 1979 und 1994 Mitglied des ersten, zweiten und des dritten Europäischen Parlamentes war.

## Leben
Janey Kent war die Tochter des Straßenbahnfahrers Joseph Kent und der Hausangestellten Christina „Chrissie“ Sinclair, die beide Mitglieder der Communist Party of Britain waren. Nachdem sie die Schule 1940 mit vierzehn Jahren verlassen hatte, arbeitete sie als Schreibkraft, engagierte sich in der kommunistischen Jugendorganisation YCL (Young Communist League) und war bis 1956 ebenfalls Mitglied der Communist Party of Britain. 1945 heiratete sie den Lehrer Norman Buchan, der von 1964 bis 1990 Abgeordneter im Unterhaus (House of Commons), im Kabinett Wilson II Unterstaatssekretär im Schottland-Ministerium sowie 1974 im Kabinett Wilson III Staatsminister im Ministerium für Landwirtschaft, Fischerei und Ernährung war. Aus dieser Ehe ging ein Sohn hervor. Sie besuchte die Handelshochschule (Commercial College) und war von 1974 bis 1979 Mitglied des Strathclyde Regional Council, des Rates der Region Strathclyde.
Bei der Europawahl am 7. Juni 1979 wurde Janey Buchan für die Labour Party zum Mitglied des 1. Europäischen Parlamentes gewählt und gehörte diesem vom 17. Juli 1979 nach seiner Wiederwahl bei der Europawahl am 14. Juni 1984 sowie bei der Europawahl am 15. Juni 1989 auch als Mitglied des zweiten Europäischen Parlamentes und als Mitglied des dritten Europäischen Parlamentes bis zum 18. Juli 1994 an. Sie schloss sich am 17. Juli 1979 der Sozialistischen Fraktion beziehungsweise danach vom 21. April 1993 bis zum 18. Juli 1994 der Fraktion der Sozialdemokratischen Partei Europas an und war während ihrer ersten Legislaturperiode vom 20. Juli 1979 bis zum 23. Juli 1984 Mitglied des Ausschusses für Jugend, Kultur, Bildung, Information und Sport sowie zugleich zwischen dem 11. April 1983 und dem 23. Juli 1984 auch Mitglied der Delegation für die Beziehungen zur Volksrepublik China.
In der zweiten Wahlperiode fungierte Janey Buchan vom 26. Juli 1984 bis zum 24. Juli 1989 als Mitglied des Ausschusses für Entwicklung und Zusammenarbeit und war zudem zwischen dem 26. Juli 1984 und dem 20. Januar 1987 zunächst stellvertretendes Mitglied des Ausschusses für Jugend, Kultur, Bildung, Information und Sport sowie im Anschluss vom 21. Januar 1987 bis zum 24. Juli 1989 stellvertretendes Mitglied des Ausschusses für Energie, Forschung und Technologie. In der dritten Wahlperiode war sie zwischen 26. Juli 1989 und dem 14. Januar 1992 zunächst weiterhin Mitglied und anschließend vom 15. Januar 1992 bis zum 18. Juli 1994 stellvertretendes Mitglied des Ausschusses für Jugend, Kultur, Bildung, Medien und Sport sowie daraufhin vom 15. Januar 1992 bis zum 18. Juli 1994 Mitglied des Ausschusses für Entwicklung und Zusammenarbeit, nachdem sie zwischen dem 26. Juli 1989 und dem 14. Januar 1992 stellvertretendes Mitglied dieses Ausschusses war. Daneben war sie zwischen 27. Juli 1989 und dem 18. Juli 1994 Mitglied des Europäischen Parlaments bei der Paritätischen Versammlung des Abkommens zwischen den Staaten Afrikas, des Karibischen Raumes und des Pazifischen Ozeans (AKP-Gruppe) und der Europäischen Wirtschaft. Daneben fungierte sie zwischen dem 26, Juli 1989 und dem 14. Januar 1992 als stellvertretendes Mitglied des Ausschusses für die Rechte der Frau sowie im Anschluss vom 15. Januar 1992 bis zum 18. Juli 1994 als stellvertretendes Mitglied der Delegation für die Beziehungen zu Israel.